# Champaign
Champaign è una città della contea di Champaign, Illinois, Stati Uniti. La città si trova a 217 km a sud di Chicago, 200 km a ovest di Indianapolis, Indiana e 286 km a nord-est di Saint Louis, Missouri. Lo United States Census Bureau ha stimato che la popolazione della città era di 87 432 abitanti al 1º luglio 2017. Champaign è la decima città più abitata dell'Illinois e la quarta città più abitata dello stato al di fuori dell'area metropolitana di Chicago. È inclusa nell'area metropolitana di Champaign-Urbana.
Champaign è nota per aver condiviso il campus dell'Università dell'Illinois - Urbana-Champaign con la città sorella di Urbana. Champaign è anche sede del Parkland College che serve circa 18 000 studenti durante l'anno accademico. A causa dell'università e di una serie di ben note società di startup tecnologiche, viene spesso definito il centro, o un punto di riferimento significativo, della Silicon Prairie. Champaign ospita uffici per le società di Fortune 500 come Abbott Laboratories, Archer Daniels Midland (ADM), Caterpillar, John Deere, Dow Chemical Company, IBM e State Farm.

## Geografia fisica
Secondo l'Ufficio del censimento degli Stati Uniti, ha una superficie totale di 22,46 mi² (58,17 km²).

## Storia
Champaign fu fondata nel 1855, quando la Illinois Central Railroad costruì i binari a 3 km a ovest della downtown di Urbana. Originariamente chiamata "West Urbana", venne rinominata in Champaign quando la città acquisì un atto costitutivo nel 1860. Sia il nome della città che della contea derivarono dalla contea di Champaign, nell'Ohio.

## Società

### Evoluzione demografica
Secondo il censimento del 2010, la popolazione era di 81 055 abitanti.

### Etnie e minoranze straniere
Secondo il censimento del 2010, la composizione etnica della città era formata dal 67,8% di bianchi, il 15,6% di afroamericani, lo 0,3% di nativi americani, il 10,6% di asiatici, lo 0,1% di oceanici, il 2,7% di altre razze, e il 3,0% di due o più razze. Ispanici o latinos di qualunque razza erano il 6,3% della popolazione.